# Saison 2 de Dr House
Chronologie
Saison 1 Saison 3
La deuxième saison de la série télévisée américaine Dr House comporte 24 épisodes diffusés du 13 septembre 2005 au 23 mai 2006.

## Distribution

### Acteurs principaux
- Hugh Laurie (VF : Féodor Atkine) : Dr Gregory House
- Lisa Edelstein (VF : Frédérique Tirmont) : Dre Lisa Cuddy
- Omar Epps (VF : Lucien Jean-Baptiste) : Dr Eric Foreman
- Robert Sean Leonard (VF : Pierre Tessier) : Dr James Wilson
- Jennifer Morrison (VF : Cathy Diraison) : Dre Allison Cameron
- Jesse Spencer (VF : Guillaume Lebon) : Dr Robert Chase

### Acteurs récurrents
- Sela Ward : Stacy Warner (7 épisodes)
- Currie Graham : Mark Warner (3 épisodes)

### Invités
- LL Cool J : Clarence (épisode 1)
- Sasha Pieterse : Andie (épisode 2)
- Ron Livingston : Dr Sebastian Charles (épisode 4)
- Clifton Powell : Ken Hall (épisode 5)
- Vicellous Reon Shannon (en) : Carnell Hall (épisode 5)
- Diane Baker : Blythe House (épisode 5)
- R. Lee Ermey : John House (épisode 5)
- Taraji P. Henson (VF : Annie Milon) : Moira (épisode 6)
- Tom Lenk : Allen (épisode 6)
- Wings Hauser : Michael (épisode 7)
- Cynthia Nixon : Anica Jovanovich (épisode 9)
- Michael O'Keefe : Fletcher « Fletch » Stone (épisode 10)
- Edward Kerr (en) : Ted Dalton (épisode 11)
- Elle Fanning (VF : Camille Donda) : Stella Dalton (épisode 11)
- Julie Warner : Margo Dalton (épisode 11)
- Dan Butler : Dr Philip Weber (épisode 12)
- Cameron Richardson : Modèle:Alexandra Sim (épisode 13)
- Greg Grunberg : Ronald Neuberger (épisode 14)
- Howard Hesseman : Henry Arrington (épisode 14)
- Samantha Mathis : Maria Palko (épisode 15)
- Michelle Trachtenberg : Melinda Bardach (épisode 16)
- Mackenzie Astin (en) : Alan Alston (épisode 17)
- Jayma Mays : Hannah (épisode 18)
- Thomas Dekker : Boyd (épisode 19)
- Tamara Braun : Grace (épisode 19)
- Charles S. Dutton : Rodney Foreman (épisode 21)
- Elias Koteas : Jack Moriarty (épisode 24)

## Résumé de la saison
House a donc accepté de laisser travailler Stacy, son ancienne compagne, au Princeton-Plainsboro. Elle découvre rapidement que House n'a pas changé, mais est encore attirée par lui, malgré son mari. House s'est lui aussi mis en tête de séduire à nouveau Stacy, en devenant l'homme dont elle rêve. Leur relation arrive à un point où House et Stacy sont prêts à refaire leur vie ensemble, mais House préfère renoncer, persuadé que leur relation reprendra le même chemin que la fois précédente. Stacy quitte donc l'hôpital et retourne avec son mari.
House prend donc de nouveau son travail à cœur, mais Wilson remarque que son ami souffre plus que d'habitude : sa « rupture » a intensifié le mal dans la jambe.
Peu après Foreman qui récupère d'une maladie cérébrale, c'est House qui manque de mourir à la fin de saison, un homme lui ayant tiré deux fois dessus dans son bureau.

## Épisodes
1. Peine de vie
2. Leçon d'espoir
3. Culpabilité
4. Être ou paraître
5. Fils à papa
6. La Course au mensonge
7. Partie de chasse
8. Erreur médicale
9. Faux-semblants
10. Problèmes de communication
11. Désirs illusoires
12. Casse-tête
13. Confusion des genres
14. Maladies d'amour
15. Bonheur conjugal
16. Protection reprochée
17. Douze ans après
18. Insomnies
19. House contre Dieu
20. De l'autre côté
21. Au suivant…
22. À la vie, à la mort
23. De père inconnu
24. House à terre

### Épisode 1:Peine de vie
- États-Unis /  Canada : 13 septembre 2005 sur Fox / Global[1]
- France : 18 avril 2007

- États-Unis : 15,91 millions de téléspectateurs[2] (première diffusion)
- Canada : 1,555 million de téléspectateurs[3]

- Sela Ward (Stacy Warner)
- LL Cool J (Clarence)
- Christie Lynn Smith (Cindy)
- Bryce Johnson (James)
- Marshall Bell (Warden)
- Mustafa S. Shakir (D'Vontray)
- Anesha Ndiaye (Darriene)
- Michael J. Gonzalez (Carlos)
- Warren Davis (Kent)
- Tony Ross (Emmitt)
- Jody L. Millard (Surveillant de prison)
- Adrienne Janic (Dr Vivian)
- Joseph Williamson (Dr Bruce)
- Michael Dietz (John Clift)

Clarence, un condamné à mort noir, fait de l'exercice. Puis il hallucine sur les quatre personnes qu'il a tuées, avant de s'évanouir.
House en entend parler et va le voir en prison. Hypoxique, House l'emmène à l'hôpital, grâce à Stacy qui croit que Cuddy est au courant. Quand il veut réunir l'équipe, il remarque que Cameron manque à l'appel : elle s'occupe d'une jeune femme avec une toux suspecte aux urgences. Chase visite donc les différentes cellules où Clarence a séjourné. Dans l'une d'elles il trouve de l'encre de photocopieuse. House comprend alors de quoi souffre le prisonnier et l'invite, pour sa dernière soirée, à boire du whisky avec lui. En réalité, il lui fait boire de l'alcool car Clarence a bu l'encre de photocopieuse qui contient du méthanol toxique, et l'alcool de House contient de l'éthanol, qui va diluer le méthanol. Clarence a voulu se suicider avant d'être exécuté.
Le diagnostic de la patiente tombe après une radio des poumons : carcinome pulmonaire ; elle est condamnée. Malgré ce que Wilson et House essaient de lui faire comprendre, Cameron refuse de le croire, et va faire tous les examens possibles visant à montrer qu'il s'agit d'une autre maladie.

### Épisode 2:Leçon d'espoir
- États-Unis : 20 septembre 2005
- France : 18 avril 2007

- États-Unis : 13,64 millions de téléspectateurs[4] (première diffusion)

- Sasha Pieterse (Andie)
- Jewel Christian (Pam)
- Stephanie Venditto (Brenda l'infirmière)
- Randall Park (Brad)
- William Jones (Dr Murphy)
- Eamon Hunt (Neuro)
- Gwen Holloway (Neuro #2)
- Hira Ambrosino (Anesthésiste)
- Jonathan Fraser (Vendeur)

Andie, une petite cancéreuse de 9 ans, est prise d'hallucinations dans sa salle de bains, elle brise le miroir et se coupe la main durant l'hallucination. Elle connaît tous les examens par cœur, ce qui surprend Chase. Elle voudra même à un moment l'embrasser car elle dit ne pas encore avoir connu l'impression d'avoir embrassé un garçon et pense qu'elle ne la connaîtra jamais. Chase accepte, après un refus initial. On remarque une tumeur bénigne sur le péricarde, diagnostiqué par écoute des battements du cœur, et on lui retire sans dommages.

### Épisode 3:Culpabilité
- États-Unis : 27 septembre 2005
- France : 25 avril 2007

- États-Unis : 13,37 millions de téléspectateurs[5] (première diffusion)

- Sela Ward (Stacy Warner)
- Ignacio Serricchio (Alfredo)
- J.R. Villareal (Manny)
- Christine Avila (Luisa)
- Charlie Robinson (Robert)

### Épisode 4:Être ou paraître
- États-Unis : 1er novembre 2005
- France : 25 avril 2007

- États-Unis : 12,18 millions de téléspectateurs[6] (première diffusion)

- Ron Livingston (Dr Sebastian Charles)
- Andrea Bendewald (en) (Cecilia Carter)
- Mary Wickliffe (Mandy)
- Ken Weiler (Jerry)
- Hansford Prince (Bogale)
- Joram Moreka (Father)
- Harry F. Brockington IV (Dahoma)

### Épisode 5:Fils à papa
- États-Unis /  Canada : 8 novembre 2005
- France : 2 mai 2007

- États-Unis : 17,15 millions de téléspectateurs[7] (première diffusion)
- Canada : 1,633 million de téléspectateurs[8]

- Clifton Powell (Ken Hall)
- Vicellous Reon Shannon (en) (Carnell Hall)
- Diane Baker (Blythe House)
- R. Lee Ermey (John House)
- Wil Horneff (Taddy)
- Brian D. Johnson (Patron de Taddy)
- Matt McKenzie (en) (Dr Fedler)
- Bobbin Bergstrom (Infirmière de bloc opératoire)
- Brian Chase (Technicien ambulancier paramédical)
- Mackenzie English (Katrina)
- Jon Hershfield (Timekeeper)

Carnell, un jeune étudiant, fête son diplôme jusqu'à ce qu'il ait des impressions de décharges électriques. House pense dans un premier temps à un facteur génétique, la mère du patient étant morte assoupie au volant, mais cette théorie se révèle fausse. De plus, son état se dégrade : il subit une paralysie des sphincters. House reçoit un coup de fil de sa mère : les parents de House ont 9 heures d'escale à Newark. Wilson, dont House se servait comme excuse pour les éviter, est prévenu par Cameron qui lui propose de les inviter. Foreman propose une myélite transverse aiguë, causée probablement par une infection qui a depuis disparu. Cependant, le patient révèle aux médecins que le père d'un de ses amis a payé pour toute la bande un voyage en Jamaïque. House pense alors à de la marijuana traitée avec un pesticide et commence à le traiter. Le traitement semble marcher, Carnell retrouve son appétit, mais subit une poussée de fièvre et des tremblements, laissant conclure à une infection contractée à l'hôpital à cause d'un déficit du système immunitaire. House demande à Cameron de vérifier si ses amis ont des symptômes similaires. L'un de ses amis a une plaque à l'aine mais refuse de venir à l'hôpital, venant d'être juste embauché. Pendant ce temps l'infection de Carnell provoque une perforation intestinale et l'oblige à être opéré. House insiste pour voir l'ami de Carnell, or celui-ci vient juste d'être admis. Alors que House l'examine, celui-ci lui apprend que le père de Carnell est en réalité ferrailleur. Le père avoue et raconte qu'un jour, il a donné un plomb à niveau venant de l'usine à son fils comme porte-bonheur. En fait, il s'agissait d'un déchet radioactif : Carnell a été frappé par un syndrome d'irradiation aiguë, son système immunitaire est détruit et il lui faut une greffe de moelle osseuse ; on lui trouve en plus un angiome caverneux dans la moelle épinière. Alors que son ami et son père sont traités également pour l'irradiation et réagissent bien au traitement, Carnell est opéré de son angiome qui lui est retiré sans danger. Cependant à la fin de l'opération l'infection provoque une nouvelle perforation intestinale. Si l’hémorragie a été stoppée son taux de globules blancs continue à chuter, rendant tout traitement inutile. Alors qu'il sait que sa mort est inévitable, le père de Carnell lui promet tout de même qu'il va s'en sortir.

### Épisode 6:La Course au mensonge
- États-Unis /  Canada : 15 novembre 2005
- France : 2 mai 2007

- États-Unis : 12,95 millions de téléspectateurs[9] (première diffusion)
- Canada : 1,873 million de téléspectateurs[10]

- Sela Ward (Stacy Warner)
- Currie Graham (Mark Warner)
- Kristoffer Polaha (Jeff)
- Taraji P. Henson (Moira)
- Alanna Ubach (Dr Louise Harper)
- Tom Lenk (Allen)
- Austin Whitlock (Matthew)
- Nathan Kress (Scott)
- Julie Quinn (Matthew's Mother)
- Scott Kradolfer (Matthew's Father)
- Drew Garner (Blind Guy)

### Épisode 7:Partie de chasse
- États-Unis : 22 novembre 2005
- France : 9 mai 2007

- États-Unis : 14,72 millions de téléspectateurs[11] (première diffusion)

- Sela Ward (Stacy Warner)
- Currie Graham (Mark Warner)
- Matthew John Armstrong (en) (Kalvin)
- Wings Hauser (Michael)
- Hamilton Mitchell (Infection Control Officer)

Wilson apprend que House s'est introduit dans le bureau de la psy de Stacy et a lu son dossier, dans l'épisode précédent. On découvre alors que House est depuis peu harcelé par Kalvin Ryan, un séropositif, qui exige que House l'examine afin de savoir ce qu'il a. House le projette avec sa canne contre la voiture de Wilson et le patient fait une anaphylaxie. House pense à un syndrome de reconstitution immune, causée notamment par une toxoplasmose ou un cytomégalovirus, mais le traitement est inefficace. La toxicologie de Kalvin est revenue positive pour les drogues euphorisantes. Puis le patient crache du sang dans la bouche et les yeux de Cameron, qui a peur de contracter le virus et suit donc 6 semaines de thérapie sous 3 antiviraux, avant de faire le test du VIH. House apprend qu'un rat se trouve dans le grenier de Stacy, le capture et lui donne le nom de Steve McQueen.
Il se trouve que le rat a une mycoplasmose, aggravé par la fumée des cigarettes de Stacy. House décide donc de le garder.

### Épisode 8:L'Erreur
- États-Unis : 29 novembre 2005
- France : 9 mai 2007

- États-Unis : 14,91 millions de téléspectateurs[12] (première diffusion)

- Sela Ward (Stacy Warner)
- Allison Smith (Kayla McGinley)
- Ryan Hurst (Sam McGinley)
- Adair Tishler (Nikki)
- Sammi Hanratty (Dory)
- Greg Winter (Chuck)
- John Rubinstein (Dr Ayersman)
- John Lafayette (Dr Schisgal)
- Kevin Moon (EMT)
- Licia Shearer (Clinic Patient)
- Kate Enggren (Mrs. Ayersman)
- Stephanie Venditto (Nurse Brenda)
- Sterling Beaumon (Boy Magician)

Lors d'un spectacle scolaire auquel participent ses deux filles, Kayla est prise de douleurs abdominales et s'évanouit. Six mois plus tard, Chase raconte l'histoire de cette patiente à Stacy : examinée en consultation par Foreman, l'équipe s'était penchée sur son cas. Chase avait diagnostiqué une maladie de Behçet et lui avait injecté une substance-test. Elle était revenue positive et Chase lui avait négligemment prescrit une ordonnance, juste après avoir raccroché son téléphone. Mais deux heures plus tard, les urgences la ramenèrent. Chase et Foreman lui repérèrent un ulcère dans l'estomac, House en détecta un deuxième mais celui-ci était perforé et il fallut le suturer au bloc. House reprocha à Chase de ne pas avoir posé de questions de base sur ses douleurs abdominales lorsqu'elle était revenue.
L'état de Kayla s'aggrava encore quand les médecins découvrirent que son ulcère avait engendré une septicémie. Les lésions au rein étaient réparables, mais son foie était durement touché. Son frère voulu alors lui donner le sien : il se sait compatible car il avait payé quelque temps auparavant quelqu'un pour faire le test. House fit chanter le chirurgien greffeur pour qu'il pratique l'intervention. Revenue en observation quelques mois plus tard, l'état de santé de Kayla se dégrada soudainement. Sam, le frère, avoua alors qu'il avait une hépatite C contractée à cause d'un tatouage, mais avait payé l'homme du labo pour ne rien dire, car sinon il n'aurait pas pu faire ce don.
- Kayla : Maladie de Behçet puis une Hépatite C et un hépatome
- Sam : Hépatite C et hépatome

### Épisode 9:Faux-semblants
- États-Unis /  Canada : 13 décembre 2005
- France : 16 mai 2007

- États-Unis : 14,52 millions de téléspectateurs[13] (première diffusion)
- Canada : 1,74 million de téléspectateurs[14]

- Cynthia Nixon (Anica Jovanovich)
- Nell Rutledge (Hailey)
- Xhercis Mendez (Dr. Imelda)
- Patrick Losasso (Do-Gooder)
- Larry Weissman (Fat Man)
- David Desantos (ER doctor)
- Rod Britt (Teller)
- Bru Muller (John)
- Peter Abbay (Cab Driver)

House fait des paris de courses de chevaux et tombe sur une autre turfiste, Anica. Mais elle se met soudain à convulser. Emmenée à l'hôpital, House pense à un syndrome de Cushing, or elle lui apprend qu'elle a été opérée il y a un an d'un adénome au cerveau pour ce syndrome. Puis un scanner révèle une masse au pancréas, Cameron prévient la patiente qu'en cas de tumeur elle a peu de chances de survie, mais elle prend la nouvelle avec désinvolture. Cameron pense alors à un syndrome de Münchhausen ce qui voudrait dire qu'elle se serait elle-même inventé ses maladies pour obtenir l'attention des médecins. C'est bel et bien confirmé quand Cameron laisse volontairement un flacon sur la table de son lit, avec sur l'étiquette Danger ! Risque de convulsions !. La patiente prend en effet le médicament (comme elle avait autrefois pris un médicament pour simuler son Cushing) mais Cameron avait collé l'étiquette sur une bouteille de rifampicine pour la piéger.

### Épisode 10:Problèmes de communication
- États-Unis /  Canada : 10 janvier 2006
- France : 16 mai 2007

- États-Unis : 14,83 millions de téléspectateurs[15] (première diffusion)

- Sela Ward (Stacy Warner)
- Michael O'Keefe (Fletcher "Fletch" Stone)
- Erica Gimpel (Elizabeth Stone)
- Mimi Kennedy (Greta)
- Bruce French (Peter Foster)
- Pat Caldwell (Mary Jean)
- Derek Anthony (Guard)
- Amy Margolis (Mother)
- Michael Len (9 Year Old Boy)

Une fête en l'honneur d'une journaliste, Greta, se passe bien jusqu'à ce que l'un de ses anciens collègues, Fletcher, tombe et soit frappé d'une aphasie de Wernicke, puis d'une agraphie. Quand il parle, il remplace un mot par un autre sans s'en rendre compte. Pendant ce temps, House et Stacy s'arrangent avec l'assurance maladie à Baltimore, mais au moment de repartir ils sont finalement tous deux bloqués à l'aéroport par la météo. L'équipe cherche les origines du mal de Fletcher, et découvre qu'en se fiançant il a voulu changer de vie en arrêtant les drogues euphorisantes et l'alcool. Sa rédactrice Greta avoue cependant qu'il continue à absorber des amphétamines pour pallier les somnifères qu'il prend depuis. Il souffre d'un œdème pulmonaire et cérébral, puis d'insuffisance rénale, sans que l'on sache pourquoi. Une fois seul avec Cameron qui s'apprête à lui faire une ponction lombaire pour détecter une méningite, il dit : « L'ours a rattrapé. Ils ont changé ma quête ! ». L'équipe cherche alors par tous les moyens à déchiffrer cette phrase.

### Épisode 11:Désirs illusoires
- États-Unis /  Canada : 7 février 2006
- France : 16 mai 2007

- États-Unis : 22,24 millions de téléspectateurs[16] (première diffusion)
- Canada : 1,892 million de téléspectateurs[17]

- Sela Ward (Stacy Warner)
- Currie Graham (Mark Warner)
- Julie Warner (Margo Dalton)
- Edward Kerr (en) (Ted Dalton)
- Elle Fanning (Stella Dalton)
- Holly Daniels (Debbie)

Margot Dalton, maman d'une petite fille, Stella, est soudain prise de spasmes musculaires. Elle monte dans sa voiture, mais les spasmes causent un accident dont heureusement elle sort indemne. House revient de Baltimore, où il était avec Stacy dans Problèmes de communication. Wilson veut savoir ce qu'il y a fait et il lui dévoile la tendre soirée à l'hôtel. En ce qui concerne la patiente, elle est sous traitement contre la stérilité depuis plusieurs mois. House pense qu'elle est enceinte alors que Chase, Foreman et Cameron pensent à une chorée de Huntington. Margot veut donc attendre que l'équipe soit fixée sur sa grossesse avant qu'elle passe l'IRM. Les spasmes s'intensifiant, elle est mise sous traitement pour les retenir temporairement. Comme elle n'est pas enceinte, elle passe l'IRM, qui ne révèle rien. Puis elle devient hypervigilante et fortement irritable : elle brise même une vitre avant qu'on la mette sous Lorazépam.
Wilson, de son côté, raisonne Stacy et lui déconseille de se remettre avec House. D'autres analyses arrivent, et il ne s'agit ni d'un Huntington, ni de son traitement. House remarque que la patiente est une femme débordée mais qui arrive à gérer son rythme de vie : il pense qu'elle se drogue pour tenir. Cameron trouve en effet du méthylphénidate dans sa voiture, et elle avoue en prendre. On la soigne mais au moment de sortir elle fait un accident vasculaire cérébral. Le caillot est retiré. Le mois de règne de Foreman, comme le désigne House, touche à sa fin et House ordonne un examen de l'utérus, mais elle fait une hémorragie provenant du foie : il se trouve qu'elle a une tumeur hépatique. On la lui retire, elle était en fait bénigne : c'était un adénome hépatocellulaire provoqué par la pilule contraceptive, car elle-même ne désirait pas être enceinte. Elle nie tout en bloc avant l'opération mais confie la vérité à Foreman après et admet avoir pris la pilule pour ne pas tomber enceinte. Cameron reçoit enfin son test du VIH par rapport aux évènements de Partie de chasse (bien que House l'ait ouvert pour vérifier), qui est négatif. 

### Épisode 12:Casse-tête
Pour les articles homonymes, voir Casse-tête (homonymie).
- États-Unis /  Canada : 14 février 2006
- France : 23 mai 2007

- États-Unis : 19,20 millions de téléspectateurs[18] (première diffusion)

- Christopher Cousins (Doug)
- Lisa Darr (Emily)
- James Immekus (Adam)
- Dan Butler (Dr Philip Weber)
- Stephanie Venditto (Infirmière)
- Michael Merton (Anesthesiologist)
- Judy Louise Johnson (Surgeon)
- Dorothea Harahan (EMT)
- Kristen Pate (Paula)

Adam, un jeune homme, et son père font du quad. Adam veut piloter mais perd le contrôle du quad. Il subit un terrible accident et brûle. Il est transféré à l'unité des grands brûlés. House lit une revue médicale sur la migraine en hindi. Il veut aussi comprendre comment le garçon s'est senti mal sur le quad. Comme il est fortement brûlé, certains examens habituels ne peuvent être faits. House utilise donc un galvanomètre, mais Adam convulse. Dans le caisson hyperbare, il a un orgasme.
Un certain Phillip Weber donne une conférence sur son traitement contre la migraine, et House l'humilie en public - on apprendra que tous deux se sont connus à la fac et que Weber a dénoncé une tricherie de House, causant son renvoi. Pour prouver que le traitement est inefficace, House s'injecte de la nitroglycérine en même temps que le médicament contre la migraine et une forte migraine le foudroie.
Pour Adam, il veut qu'on mette des asticots sur ses brûlures afin qu'ils se nourrissent des chairs mortes. House veut aussi le réveiller afin qu'Adam lui explique ce qui s'est passé : Adam dit avoir fait dans son pantalon. La migraine de House se dissipe après une prise d'antidépresseurs et de LSD. Au moment de le réveiller une deuxième fois, House remarque une brûlure bien ronde sur le poignet. Adam fume mais essaye d'arrêter, et les antidépresseurs contenus dans son traitement ont déclenché un syndrome sérotoninergique. House peut le traiter.

### Épisode 13:Confusion des genres
- États-Unis /  Canada : 20 février 2006
- France : 30 mai 2007

- États-Unis : 14,18 millions de téléspectateurs[19] (première diffusion)
- Canada : 1,839 million de téléspectateurs[20]

- Cameron Richardson (Alex)
- Tom Verica (Martin)
- Stephanie Venditto (Brenda l'infirmière)
- James Dumont (George)
- Karis Campbell (Femme enceinte)
- Donzaleigh Abernathy (Brady)
- John Burke (Austin)
- Jim Hoffmaster (Chirurgien)

Alex, une jeune mannequin de 15 ans, s'énerve sans raison lors d'un défilé en frappant une autre mannequin avant de s'évanouir.
On a trouvé de l'héroïne dans son corps. Pour vérifier que la drogue ne masque pas une autre maladie, on peut la sevrer en une nuit, mais il faut la plonger dans le coma car le sevrage est douloureux. Pendant son coma, elle fait une attaque cardiaque. Lors de son réveil, elle se répète : elle a une perte de la mémoire récente, probablement due à l'attaque cardiaque. Mais comme son cerveau n'a été privé d'oxygène que pendant 30 secondes, House pense que l'origine de l'amnésie est ailleurs. Il pense que son père a abusé d'elle, et qu'elle souffre d'une névrose post-traumatique. Le père reconnaît l'avoir fait une seule fois.
Pendant ce temps, House souffre énormément à la jambe et commence à s'énerver après son équipe. Les examens montrent des protéines en hausse dans le liquide céphalo-rachidien, et Alex commence à avoir des mouvements incontrôlés. House demande à Cuddy une injection de morphine dans le canal lombaire. Cuddy prévient les services sociaux au sujet de l'inceste, mais le père comme la fille nient les faits, et les services sociaux refusent d'aller plus loin sur le seul témoignage de l'aveu. Pressée par Cameron de témoigner, Alex répond qu'elle a poussé son père à coucher avec elle — comme d'autres hommes de son entourage, ce qui lui permet de les manipuler.
House pense ensuite qu'elle a un cancer, dont le syndrome paranéoplasique provoque une attaque des anticorps contre le tissu cérébral. Elle a effectivement un cancer, d'un type que même le docteur Wilson ne pouvait penser à vérifier : un cancer du testicule gauche. Alex souffre de pseudohermaphrodisme masculin par insensibilité à la testostérone. Paradoxalement cela fait d'elle un canon de beauté féminine, expliquant en particulier sa poitrine très développée pour son âge.

### Épisode 14:Maladies d'amour
- États-Unis /  Canada : 7 mars 2006
- France : 30 mai 2007

- États-Unis : 20,56 millions de téléspectateurs[21] (première diffusion)
- Canada : 2,075 millions de téléspectateurs[22]

- Howard Hesseman (Henry Arrington)
- Keri Lynn Pratt (Amy Arrington)
- Greg Grunberg (Ronald Neuberger)
- Adam Busch (Tony)
- Ron Perkins (Dr Simpson)
- Yvette Nicole Brown (Stambler)
- Jean St. James (Cecile)
- Craig Patton (Second Table East)
- Marcie Lynn Ross (Second Table West)
- Susan Grace (First Table North)
- Noel Conlon (First Table East)
- Stephen Decordova (Second Chief Surgeon)
- Bobbin Bergstrom (ER Doctor)

Henry, un homme de 66 ans, fait une absence cérébrale pendant quelques secondes. Il prend des antiacides depuis deux ans. Il dit ne pas avoir eu de rapports sexuels depuis son divorce. En fait il en a eu avec la mère de sa fille, son ex-femme. Et quand House le traite pour une maladie sexuellement transmissible, son état empire. Henry dit être allé à l'église une fois pour une dégustation de fromages italiens. House lui trouve une brucellose. D'ordinaire les acides gastriques tuent les germes responsables de la maladie, mais les anti-acides ont favorisé le développement des germes. Cela a causé une insuffisance cardiaque, il lui faut une greffe du cœur. Mais en raison de son âge avancé, il comprend rapidement que l'opération n'aura jamais l'aval du comité de greffe.
- Henry : Brucellose
- Mme Neuberger : Blennoragie

### Épisode 15:Bonheur conjugal
- États-Unis : 28 mars 2006
- France : 23 mai 2007

- États-Unis : 21,44 millions de téléspectateurs[23] (première diffusion)

- Samantha Mathis (Maria Palko)
- Eddie Mills (Bob Palko)
- Peter Birkenhead (Vincent Lambert)
- Stephanie Erb (Charlotte Lambert)
- Yareli Arizmendi (Lady)

Lors d'un ébat amoureux particulièrement physique, un homme fait une crise hypoxique sous les yeux de sa femme. Le médecin en charge confie le cas à House, qui parie 100 dollars qu'ils ne sont pas heureux ensemble. Cameron tient le pari. Un empoisonnement aux métaux lourds est suspecté, mais tous les métaux éventuels auxquels il aurait pu être exposé sont écartés par les tests, tous négatifs. House pense toujours, malgré les tests négatifs et la dégradation de l'état du patient, que la femme empoisonne son mari. Il fouille son sac sans résultat. Il veut vérifier sur elle, mais Cuddy refuse. En consultation, House accueille un homme qui a de l'herpès génital. Sa femme, qui arrive quelques jours après, dit ne pas tromper son mari. House rencontre le couple, réuni devant Cuddy, et parvient à démontrer par un tour que c'est le mari qui trompe sa femme. Cette dernière se débarrasse de son alliance en or.

### Épisode 16:Protection reprochée
- États-Unis : 4 avril 2006
- France : 6 juin 2007

- États-Unis : 22,71 millions de téléspectateurs[24] (première diffusion)

- Michelle Trachtenberg (Melinda Bardach)
- Jake McDorman (Dan)
- Mel Harris (Barbara Bardach)
- Lance Guest (Lewis Bardach)

### Épisode 17:Douze ans après
- États-Unis : 11 avril 2006
- France : 6 juin 2007

- États-Unis : 21,20 millions de téléspectateurs[25] (première diffusion)

- Laura Allen (Sarah Alston)
- Mackenzie Astin (en) (Alan Alston)
- Carter Page (Ian Alston)
- Al Espinosa (Dr Wells)
- Michelle Harrison (Nicole Ballard)
- Daylon Reese (Michael)

### Épisode 18:Insomnies
- États-Unis /  Canada : 18 avril 2006
- France : 13 juin 2007

- États-Unis : 22,64 millions de téléspectateurs[26] (première diffusion)
- Canada : 2,119 millions de téléspectateurs[27]

- Jayma Mays (Anna)
- Dahlia Salem (Max)
- Julia Ling (Annie Ling)
- Alice Lo (Mrs. Ling)
- KT Thangavelu (Surgeon)
- Kendall Clement (Anesthesiologist)

Une jeune femme nommée Anna a des problèmes d'insomnie. Elle prend même tout un flacon de somnifères, sans résultat. Lors d'examens, elle s'endort pendant quelques secondes, mais ne s'en rend pas compte. Elle a été traitée pour un sumac vénéneux mais en fait elle est allergique aux poils du chien que sa compagne Max lui avait offert. House est pris d'insomnies : il n'arrive plus à fermer l'œil, malgré ses tentatives récurrentes au cours de l'épisode. Le foie d'Anna se détériore, il lui faut une greffe. Max veut lui donner une partie de son foie, mais elle ne semble pas savoir qu'Anna a l'intention de la quitter. La greffe aura lieu mais l'état d'Anna ne s'améliore pas. House a une idée en tête en entendant le nom du chenil, et elle se confirme quand il découvre que Anna a un gros bubon sous le bras : elle a la peste bubonique. Le chien, amené du Mexique, avait une puce porteuse de la maladie, d'où la transmission. Max dit à Cameron qu'elle savait, par une autre amie, qu'Anna voulait la quitter. Elle déclare même, à la fin : « maintenant elle ne peut plus me quitter ». Finalement, House parvient à retrouver le sommeil dans les dernières secondes de l'épisode.

### Épisode 19:House contre Dieu
- États-Unis /  Canada : 25 avril 2006
- France : 13 juin 2007

- États-Unis : 24,52 millions de téléspectateurs[28] (première diffusion)

- Thomas Dekker (Boyd)
- William Katt (Walter)
- Tamara Braun (Grace)
- Sandra Marshall (Agnes)
- Marco A. Martinez (Dry Cleaner)
- Michael Edwin (Tax Accountant)
- David Cheaney (Bus Stop)
- Will Rogers (Pastor)

### Épisode 20:De l'autre côté
- États-Unis /  Canada : 2 mai 2006
- France : 20 juin 2007

- États-Unis : 22,71 millions de téléspectateurs[29] (première diffusion)
- Canada : 2,323 millions de téléspectateurs[30]

- Scott Michael Campbell (en) (Joe Luria)
- Loreni Delgado (Haines)
- Chioke Dmachi (Baby Shoes)
- Chil Kong (Morgue Tech)

Un policier, Joe, poursuit un suspect nommé Baby Shoes. Il commence à se payer sa tête, semblant être dans un état second. Baby Shoes tire alors sur Joe, la balle se brisant à l'impact et le blessant à plusieurs endroits du crâne. House remarque qu'il était euphorique à ce moment-là. Foreman révèle sa haine envers les policiers. House lui dit d'aller faire un tour à son appartement qui s'avère être une vraie porcherie. Foreman découvre d'ailleurs que le policier possède une plantation clandestine de cannabis. Après analyses, il s'avère que le Joe a une légionellose.
En lui montrant les résultats des radios, Foreman découvre que Joe est aveugle, bien qu'il n'en soit pas conscient, son cerveau inventant ce qu'il est censé voir. House veut faire passer une IRM à Joe mais il est impossible de retirer les morceaux de balle qu'il a dans le crâne ; or, d'après Foreman, le calibre de Baby Shoes indique que la balle est magnétique et que les fragments causeront des lésions internes pendant l'IRM. House se rend alors à la morgue avec son équipe et tire sur un cadavre pour voir si la balle bougerait réellement si une IRM était pratiquée, ce qui fait étonnement sourire Foreman. Il déclenche ensuite l'IRM contre l'avis de Cuddy, ce qui provoque une sortie brutale des fragments du crâne du cadavre et endommage sérieusement l'appareil d'IRM, lequel est immobilisé pour au moins 2 semaines. Pendant ce temps, Joe est soigné de sa légionellose, mais son état recommence à s'aggraver : il perd la vue et il fait une hémorragie. Foreman ironise sur son hémorragie alors que House l'avait placé sous anti-coagulant : il a malheureusement contracté la maladie de Joe.

### Épisode 21:Au suivant…
Pour les articles homonymes, voir Au suivant !.
- États-Unis /  Canada : 3 mai 2006
- France : 20 juin 2007

- États-Unis : 17,16 millions de téléspectateurs[29] (première diffusion)
- Canada : 1,623 million de téléspectateurs[30]

- Charles S. Dutton (Rodney Foreman)
- Scott Michael Campbell (en) (Joe Luria)
- Leigh-Allyn Baker (Claire)
- Amber DeMarco (Rose)

Après la mort de Joe dans l'épisode précédent, House veut lui faire une autopsie pour découvrir ce qu'a Foreman, mais Cuddy refuse. House donne alors à Foreman le matériel d'autopsie mais ce dernier est devenu aveugle comme Joe, bien qu'il croie voir. En attendant de trouver une vraie solution, House le traite pour tout. Cameron retourne chez elle, suivie de près par House. Rodney Foreman, le père d'Eric, fait son apparition. House s'en sert pour manipuler Cuddy et faire l'autopsie, mais cela ne marche pas. Foreman voit de nouveau mais les médicaments souillent son pancréas. House retourne à l'appartement avec Steve McQueen, son rat, et retrace le parcours de Foreman. Le rat peut paraître euphorique, mais il ne présente aucun autre symptôme. La maladie progresse plus vite chez Foreman que chez Joe ; pensant que c'était la légionellose qui ralentissait la maladie inconnue, House l'inocule à Foreman, redevenu aveugle peu de temps avant.

### Épisode 22:À la vie, à la mort
- États-Unis /  Canada : 9 mai 2006
- France : 27 juin 2007

- États-Unis : 24,29 millions de téléspectateurs[31] (première diffusion)

- Hillary Tuck (Kara Mason)
- Kip Pardue (Brent Mason)
- Toni Lewis (NICU nurse)
- Kevin Moon (EMT)

### Épisode 23:De père inconnu
- États-Unis /  Canada : 16 mai 2006
- France : 27 juin 2007

- États-Unis : 22,38 millions de téléspectateurs[32] (première diffusion)
- Canada : 2,08 millions de téléspectateurs[33]

- D. B. Sweeney (Dylan Crandall)
- Aasha Davis (en) (Leona)
- Christopher Carley (en) (Patrick Linehan)
- Tuffet Schmelzle (Young Mother)
- Owen Pearce (Max)
- America Olivo (Ingrid)
- Krista Lewis (Flight Attendant)

### Épisode 24:House à terre
- États-Unis /  Canada : 23 mai 2006
- France : 27 juin 2007

- États-Unis : 25,47 millions de téléspectateurs[34] (première diffusion)
- Canada : 2,697 millions de téléspectateurs[35]

- Elias Koteas (Jack Moriarty)
- Chris Tallman (Vincent)
- Michelle Clunie (Judy)
- Obie Sims (Cuddy's Patient)

House et son équipe traitent un patient avec la langue particulièrement enflée quand soudain un homme se présentant comme l'un de ses anciens patients entre dans son bureau et lui tire dessus.
L'homme déclare ironiquement « Qui vous voudrait du mal ? ». House se réveille après 2 jours de coma en soins intensifs. À côté de lui on amène son agresseur : un vigile lui a tiré dessus. House, malgré son état, reste quand même concentré sur le patient à la langue enflée. House va voir Cuddy et s'aperçoit que s'il a mal à l'estomac et qu'il a des raideurs dans la nuque, douleurs faisant suite à son agression, sa jambe va mieux : House a été mis sous kétamine pendant l'extraction de sa balle, un traitement expérimental décidé par Cuddy, induisant un coma passager qui a une chance de venir à bout des douleurs chroniques en réinitialisant le cerveau.
House repart observer la ponction lombaire pratiquée sur son patient, rencontrant du même coup la femme de ce dernier avec laquelle il discute, mais finit par s'évanouir, ses points de suture s'étant ouverts. Se réveillant au lit, il se rend compte qu'il est victime d'hallucinations (le patient est veuf). Pendant ce temps, son patient subit des symptômes peu communs (expulsion de l'œil par l'orbite, éclatement d'un testicule) puis fait une hémorragie. House commence à mettre en doute ses capacités mentales, son équipe réagissant au quart de tour quand il cherche à poser un diagnostic : soit ses capacités de déduction sont affaiblies (il étudie le cas de son patient de façon simpliste et son équipe assimile immédiatement ses hypothèses, voire le devance dans la recherche du diagnostic), soit son équipe est devenue subitement plus efficace. Il est en colère contre Cuddy qui l'a abruti contre son gré en voulant sauver sa jambe avec l'administration de kétamine pendant son opération. Mais les hallucinations sont de plus en plus présentes, il ne sait plus quand il hallucine ou quand il est dans le réel.
Le cas de son patient devient de plus en plus insoluble et il est inopérable, il veut donc utiliser une machine à commande numérique (permettant de supprimer les tremblements naturels d'un chirurgien et d'opérer à distance) pour lui faire une entaille plus fine qu'une feuille de papier afin de déterminer quelle maladie peut provoquer des symptômes a priori impossibles. Mais alors qu'il discute avec son agresseur qui l'accuse de ne prendre en compte que les données médicalement mesurables au détriment des sentiments, il en vient à penser que tout ce qu'il vit actuellement est une hallucination. Voulant aller au-delà du plausible pour court-circuiter le phénomène dans son cerveau, il éventre délibérément le patient avec la machine et par conséquent le tue. Après un moment de doute, l'apparition d'un élément irréaliste, la balle tirée sur House qui tombe de la main du patient mort, lui donne raison.
- Hallucinations à la suite d'une blessure par balle
- Diagnostic non-résolu pour le patient à la langue gonflée

- La résolution de l'épisode n'est pas le diagnostic, mais que tout l'épisode n'était qu'une hallucination de House.
- Dans la version publiée par TF1, les explosions de l'œil et du testicule du patient ont été censurées.